# 인도네시아실러캔스
인도네시아실러캔스(Latimeria menadoensis)는 현존하는 2종의 실러캔스 중의 하나이다. 갈색의 물고기로 멸종 취약종으로 등록되어 있다. 나머지 종은 서인도양실러캔스로 멸종 위급종이다.

## 같이 보기
- 서인도양실러캔스